# Beratsimanana
Beratsimanana est une commune urbaine malgache située dans la partie nord-ouest de la région de Betsiboka.